# Лижер Вилиџ Ист (Њу Џерзи)
Лижер Вилиџ Ист (енгл. Leisure Village East) насељено је место без административног статуса у америчкој савезној држави Њу Џерзи.

## Демографија
По попису из 2010. године број становника је 4.217, што је 380 (-8,3%) становника мање него 2000. године.
| Група             | 2000.         | 2010.         |
| Белци             | 4.516 (98,2%) | 4.001 (94,9%) |
| Афроамериканци    | 15 (0,3%)     | 62 (1,5%)     |
| Азијати           | 8 (0,2%)      | 27 (0,6%)     |
| Хиспаноамериканци | 49 (1,1%)     | 114 (2,7%)    |
| Укупно            | 4.597         | 4.217         |